# Scouternas almanacka
Scouternas almanacka är en väggalmanacka som säljs årligen av KFUK-KFUM:s scoutförbund, med start 1945. Varje månad representeras av ett säsongs-relaterat motiv. Oftast föreställer bilderna barn, ibland antropomorfiska djur.
I många år förknippades den med Kerstin Frykstrand.

### Fotnoter
1. ↑  ”Scouternas almanacka 70 år!”. Scouternas almanacka 70 år!. 22 mars 2014. https://scouternasalmanacka.se/. Läst 22 mars 2014.